# اچ‌ام‌اس جی۴
اچ‌ام‌اس جی۴ (به انگلیسی: HMS J4) یک زیردریایی بود. این زیردریایی در سال ۱۹۱۵ ساخته شد.